# ATRÆ BILIS
ATRÆ BILIS is een deathmetalband uit Vancouver, Canada. De band is in 2018 opgericht en heeft haar debuutalbum Apexapien in 2021 uitgebracht bij het label 20 Buck Spin.

## Bezetting
- Jordan Berglund - Vocalen (2018 - )
- Luka Govednik - Drums (2018 - )
- David Stepanavicius - Gitaar (2018 - )
- Brendan Campbell - Basgitaar (2018-2021[3])

## Discografie
Ep's
- Divinihility (2020)

Albums
- Apexapien (2021)
- Aumicide (2024)